# Laurent Ducastel
 (septembre 2016).
Si vous disposez d'ouvrages ou d'articles de référence ou si vous connaissez des sites web de qualité traitant du thème abordé ici, merci de compléter l'article en donnant les références utiles à sa vérifiabilité et en les liant à la section « Notes et références ».
Pour les articles homonymes, voir Ducastel.
Laurent Ducastel est un journaliste, auteur et réalisateur français né à Paris le 6 décembre 1965 et mort le 3 mai 2022 dans la même ville.

## Biographie
Issu du monde de la musique, Laurent Ducastel a écrit dans divers mensuels nationaux (Best, Hard Force Magazine, Clavier Magazine...) ce qui l’amène à publier plusieurs biographies d’artistes. Il a ensuite co-écrit avec Jacques Viallebesset La Conjuration des vengeurs, un thriller ésotérique, publié en 2007, mêlant roman noir et symbolisme franc-maçon. Les éditions Glénat en ont tiré une adaptation en bande dessinée, dans la collection « La Loge Noire », adaptation qui reprend majoritairement les dialogues du livre.[réf. nécessaire]
À l'automne 2007, il rencontre Pierre Péan, avec qui il entame une longue collaboration. Elle débouchera sur les documentaires Jacques Foccart, l'homme qui dirigeait l'Afrique (Planète, 2011), un portrait de cet homme de l'ombre qui régna discrètement sur l'Afrique, et Devenir président et le rester (France 3, 2012), sur les équipes de communicants qui firent élire successivement François Mitterrand puis Jacques Chirac, deux films qu'il co-écrira avec Cédric Tourbe, et dont Pierre Péan sera le conseiller historique. Cédric Tourbe et Laurent Ducastel écriront et réaliseront ensemble L’espion vous salue bien (France 3 / Histoire, 2013) un documentaire sur la vie de Robert « Bob » Maloubier qu'ils ont rencontré sur le tournage de Foccart, et avec qui ils se sont liés.
Poursuivant leur collaboration, Laurent Ducastel et Pierre Péan écriront ensuite Mafia corse, République française (Arte, 2015) une série documentaire de deux fois 52 minutes sur les relations troubles de l'État et du grand banditisme corse. Ils reviennent ensuite sur la vie de Jean Moulin,le héros de la résistance qui les passionne tous les deux, dans le livre Jean Moulin : L’Ultime Secret (Albin Michel, 2015). Construit comme un roman, ce livre offre une plongée dans une Résistance déchirée par les rivalités internes, au travers des yeux d'une femme, Antoinette Sachs, fidèle parmi les fidèles de Jean Moulin.

## Œuvres
- Robbie Williams, l'art d'être une star, Paris, éd. de la Lagune, 2006, 190 p. (ISBN 978-2849690369)
- Benabar, le dandy du quotidien, Paris, éd. de la Lagune, 2007, 171 p. (ISBN 978-2849690505)
- Green Day, une conscience américaine, Paris, éd. de la Lagune, 2007, 191 p. (ISBN 978-2849690598)
- La Conjuration des vengeurs  (avec Jacques Viallebesset), Paris, éd. Dervy, 2007, 253 p. (ISBN 978-2844544346)
- Jean Moulin, l'ultime mystère  (avec Pierre Péan), Paris, éd. Albin Michel, 2015, 250 p. (ISBN 978-2-226-31916-6)
- La Liste Selinger. Roman. Amazon. 2017, 353 p.  (ISBN 978-1973294924)
- Le Fil du rasoir. nouvelles urbaines. Recueil de nouvelles. Amazon auto-publié. 2018. 173 p.  (ISBN 978-1980573371)

## Documentaires
- Jacques Foccart : L’Homme qui dirigeait l’Afrique, documentaire, 90 minutes, co-auteur avec Cédric Tourbe, Kien production / Planète / Public Sénat, Étoile de la Scam 2011
- Devenir président et le rester, 70 minutes, co-auteur avec Cédric Tourbe, Yami2 production / France 3, Étoile de la Scam 2012
- L’espion vous salue bien, 52 minutes, co-réalisateur et co-auteur avec Cédric Tourbe, Kien production / France 3 Région / Histoire / Public Sénat, 2012
- Mafia corse, République française, série documentaire, 2 × 52 minutes, avec Pierre Péan et Christophe Nick, Yamis2 production / Arte, 2015